# Schizymenium bryoides
Schizymenium bryoides är en bladmossart som beskrevs av Harvey in W. J. Hooker 1840. Schizymenium bryoides ingår i släktet Schizymenium och familjen Bryaceae. Inga underarter finns listade i Catalogue of Life.